# Беликов, Владимир Гурьевич
Владимир Гурьевич Беликов (10 февраля 1943 года) — выпускник Московского авиационного института (1966). Доктор технических наук, профессор. Участник государственных программ исследования и создания информационно-управляющих систем. Эксперт высшей категории в области оценки качества создания и производства высокоэффективных авиационных и ракетно-космических комплексов.
С 2001 года — председатель секции кибернетики Центрального дома учёных Российской академии наук. В рамках программ семинаров секции, посвящённых актуальным теоретическим и прикладным проблемам кибернетики, В. Г. Беликовым инициирован специальный проект, иллюстрирующий взаимосвязанные аспекты феномена «Наука и культура».
Член Президиума информационного проекта Международная академия профессионалов.
Известен как ценитель, собиратель и популяризатор произведений искусства. Член общероссийской общественной организации Ассоциация искусствоведов.
Избран в Национальный союз библиофилов России.

## Коллекционирование
Активной профессиональной деятельности учёного сопутствовало не менее профессиональное занятие коллекционированием. По мнению В. Г. Беликова «собирательство как деятельность является неотъемлемой чертой „человека разумного“».
Формировать свою коллекцию В. Г. Беликов начал в 1980-е годы. Интерес к собирательству произведений изобразительного искусства был связан с юношеским увлечением книгами. Позднее он объяснял:

Когда идёт разговор о старой книге, об уникальной книге, об иллюстрированной книге, то, конечно, тебя уже интересует не только содержание, но и оформление, дизайн и иллюстрации.

Итогом стала уникальная коллекция графических листов, число которых превышает 15 тысяч различных артефактов — линогравюр, офортов, ксилографий, меццо-тинто и других образцов книжной миниатюры и произведений искусства России и европейских стран от XV века и до современности.

## Популяризация
Первая художественная выставка из собрания В. Г. Беликова — «Западноевропейская гравюра XVIII-XX веков» состоялась в 1988 году в Москве в выставочном зале «Ковчег». С этого момента коллекционер начал экспонировать гравюры из своей коллекции на выставках не только на родине, но и за рубежом в разных странах Европы, Азии, Америки, Африки. Ряд работ переданы В. Г. Беликовым в дар российским музеям.
Выбор тематики экспозиций отражает широту интересов собирателя и полноту его коллекции — от подборки старинных гравюр с библейскими сюжетами для выставки «Образ Вечной книги» до посвящённой 60-летию подвига Ю. А. Гагарина ретроспективе графических иллюстраций XVI—XX веков о многовековом стремлении человека к полётам в космос.

## Избранные публикации и каталоги

### Публикации
- Созидательный досуг как категория качества жизни (на примере коллекционирования). Постановка проблемы.// Сб. трудов III Всероссийской научно-практической конференции «Качество жизни и российское предпринимательство» — М.: ВНИИТЭ, 2001
- Коллекционирование как рефлексивный процесс.// Сб. трудов Международного симпозиума по рефлексивным системам — М.: Институт психологии РАН. 2001
- От иронии и юмора до гротеска и сатиры. Смеховой мир в гравюре XV—XIX веков // Материалы Всероссийской научно-практической конференции «Книжный знак: история и современность» — М.: Международный союз общественных объединений книголюбов, 2006. — С. 158—163.
- Современное бытование гравюры в провинции (размышления коллекционера и куратора) // III Научно-практическая конференция «Проблемы печатной графики». 2017

### Каталоги выставок из собрания В. Г. Беликова
- Chercher la femme. Героини литературной классики в графике Павла Бунина — М., 2007
- Modern Russian engraving — Washington, 2006. — 61 с. ISBN 5-94620-024-0.
- Образы музыки. Графика XVI-начала XXI веков — М., 2005
- Люди и звери. Животные в природе, среди людей, в литературе гравюра XVII—XX веков — М.: Дарвиновский музей, 2006. — 32 с.
- Скрябинская Москва. Город, сюжеты, лица. Гравюра конца XIX-начала XX веков — СПб., 2003
- «Я» и «другие» Мстислава Добужинского. Гравюра конца XVIII — первой половины XX веков — М., 2004
- Красуйся, град Петров… образ города в гравюре XX века — Минск: Музей современного изобразительного искусства, 2003. — 20 с.
- Марина Цветаева: «Есть на карте — место» (Графика XIX—XX веков из частной коллекции В. Г. Беликова и фондов Дома-музея Марины Цветаевой) — М.: Дом-музей Марины Цветаевой, 2004. — 40 с.
- «Души моей никто не может знать…» // Гоголь: от портретов к «Портрету». Каталог выставки — Белгород, 2009
- Лев Толстой. Сто лет без гения / Белгород, 2010. — 67 с.
- «Я хотел бы быть свободным художником — и только». Россия Чехова. Города, пути-дороги, современники, персонажи. Графика XIX—XXI веков / 2010. — 67 с.
- Образы Вечной книги. Библейские сюжеты в западноевропейской гравюре XVI—XVIII / Белгород: Белгородский гос. художественный музей, 2014. — 93 с.

## Комментарии
1. ↑  Перу В. Г. Беликова принадлежит более 200 научных трудов.
2. ↑  С 1988 года станковая и книжная графика из собрания В. Г. Беликова более 300 раз экспонировалась на обзорных и тематических выставках.